# Стража (Констанца)
Стража (рум. Straja) — село у повіті Констанца в Румунії. Входить до складу комуни Кумпена.
Село розташоване на відстані 192 км на схід від Бухареста, 16 км на південний захід від Констанци.